# Приєднання Югославії до Троїстого пакту
Приєднання Югославії до Троїстого пакту — подія 25 березня 1941 року, коли Королівство Югославія підписала Троїстий пакт з державами Осі. Угоди досягли після місяців переговорів між нацистською Німеччиною та Югославією і підписали у Відні у Бельведері міністр закордонних справ Німеччини Йоахім фон Ріббентроп та прем'єр-міністр Югославії Драгіша Цветкович. Вступ до альянсу передбачав, що сторони домовилися, що держави Осі поважатимуть суверенітет і територіальну цілісність Югославії, включно з утриманням країн Осі від звернення по дозвіл на проходження військ через Югославію або від прохань про будь-яку військову допомогу.
Однак приєднання Югославії до Троїстого пакту було короткочасним. Уже через два дні після підписання угоди, 27 березня 1941 року, югославський уряд було повалено, регентству на чолі з князем Павлом було покладено край, а владу повністю перебрав на себе король Петро II. 6 квітня 1941 року, менше ніж через два тижні після того, як Югославія підписала Троїстий пакт, країни Осі вдерлися в Югославію. До 18 квітня держави Осі завоювали та окупували країну.

## Подробиці
Головними підписантами пакту 25 березня у віденському Бельведері були Ріббентроп і Цветкович. Відбувся офіційний бенкет, який, як пожалівся Гітлер, скидався на похоронну вечірку. Німецька сторона прийняла вимоги, висунуті князем Павлом і Цветковичем, хоча обидва насправді надіялися, що Гітлер їх не прийме, щоб вони могли вести переговори далі. В угоді зазначалося, що Німеччина поважатиме суверенітет і територіальну цілісність Югославії і що держави Осі не будуть ані домагатися дозволу на транспортування військ через Югославію, ані прохати будь-якої військової допомоги. Документ переклав посол Югославії в Німеччині Іво Андрич, більш відомий як письменник.
Пізніше німецьке радіо передавало, що «держави Осі не вимагатимуть права проходу військ чи провозу військових матеріалів», хоча в офіційному документі згадувалися тільки війська й оминалася будь-яка згадка про військові матеріали. Так само в документі не було жодної обіцянки розглянути передачу Салонік Югославії.

## Виноски
1. 1 2 3  Presseisen, 1960, с. 369.
2. 1 2 3  Sotirović, 2011, para. 10.